# Dai (eiland)
Dai (vroeger Gower) is een Indonesisch eiland in de Molukken, onderdeel van de Babareilanden, gelegen in de Bandazee.  Het eiland behoort tot de provincie Maluku.
Er komt een endemische ondersoort van de vleermuis Pteropus admiralitatum voor, Pteropus admiralitatum goweri.